# 아키라 (만화)
《AKIRA》(일본어: アキラ 아키라[*])(국내수입명: 폭풍소년)는 오토모 가쓰히로가 창작한 일본의 만화이다. 고단샤가 발행한 만화 잡지 주간 영 매거진에서 연재되었다. 애니메이션 영화화(1988년) 및 게임화도 되었다.

## 개요
근미래의 황폐한 세계를 그린 SF 작품으로, 치밀하고 현실적인 묘사나 연출 등이 화제가 되었으며, 만화와 영화 모두 대히트함과 동시에 혁신적인 기술을 가져왔다. 이후의 만화 및 애니메이션 작품들에 준 영향도 크다. 원작인 만화판은 '만화계의 두 번째 혁명'이라고도 일컬어진다(첫 번째는 물론, 데즈카 오사무). 제목인 AKIRA는 오토모 자신이 팬으로 삼고 있으며 큰 영향을 받은 영화감독 구로사와 아키라에서 유래한다. 붓으로 쓴 제목은 만화가인 히라타 히로시가 쓴 것이다.
단행본은 주간지와 같은 대형판 사이즈와 절단면에 채색을 하는 등, 이목을 끄는 디자인으로 되어 있지만, 프랑스의 만화가 뫼비우스의 영향을 받은 작자의 치밀한 묘사로서는 이 판으로 출판하는 것이 필수적이었다고 생각된다. 일본 국외에서는 아메리칸 코믹의 스태프가 채색한 외국어판이 유통되었으며, 이것을 일본어로 역번역한 것이 《국제판 AKIRA》 및 《총천연색 AKIRA》라는 제목으로 일본에 발매됐다.
영화는 제작비에 10억 엔을 건 대규모 작품으로, 치밀한 작화나 음악, 파괴 영상 등으로 당시의 애니메이션계에 혁신을 가져왔다. 제작 기법으로 애프터 레코딩가 아닌 프리 스코어링을 채용했다. 또, 통상적으로 리미티드 애니메이션에서 인물의 입의 움직임은 3종류이지만, 이 작품에서는 모음의 수와 같은 5종류로 그려졌다. 일본에만 그치지 않고 해외에서도 인기가 높았으며, 일본 애니메이션의 재평가나 수출의 증가에 공헌했다. 비디오화가 될 때에 많은 컷을 손보거나, 음악과 관련해서도 손을 보기도 하였으며, 지금도 진화를 계속하고 있는 작품이다.
또한, 본 작품은 일본의 애니메이션을 서양의 대중시장으로 폭발적으로 넓힌 마일스톤이 되어 해외에 많은 팬을 거느리고 있다. 2009년 여름에 공개할 예정인 실사영화 제작이 계획되어 있다. 제작은 리어나도 디캐프리오, 감독은 로리 로빈슨, 워너브라더스 배급이다.
하지만 원작이 워낙 폭력적이고 잔인한 장면이 많은 탓에 원작의 분위기를 그대로 가져오기란 쉽지가 않았고 각본마저 제작자들을 만족시키지 못하다가 2013년 결국 백지화되고 말았다

## 스토리
198X년 (극장판 애니메이션에서는 1988년이라고 나온다.) 도쿄는 신형 폭탄에 의해 붕괴되고, 제3차 세계대전으로 발전하여, 세계는 황폐되어 가고 있었다.
2019년. 도쿄 만에 떠오르는, 동경 23구를 본뜬 인공 도시 네오동경의 어둠에 버려진 고속도로. 폭주족 소년들이 들어와서 질주한다. 그중 한 멤버인 데쓰오는 백발의 소년과 접촉 사고를 일으켜 중상을 입는다. 백발의 소년은 정부의 초능력 연구 기관에서 반정부 게릴라(테러리스트)들에 의해 빠져나오게 된 초능력자 다카시였다.
데쓰오는 다카시와 함께 연구 기관에 끌려가게 되고 거기서 초능력에 눈을 뜨기 시작한다.

## 등장인물
극장판과 원작에서는 인물의 설정에 다소의 차이가 있다. 여기서는 양자의 공통 사항을 기술하고, 특히 극장판과 원작에서 다른 부분에 관해서는 그 점을 설명한다.
키네다 쇼타로(金田正太郎)
본편의 주인공으로 자칭 '건강 우량 불량 소년'. 우수한 운동신경을 갖고 있으며, '하시리야'(走り屋)로서는 배짱있는 질주를 한다. 그 민첩함이나 도망치는 속도는 군대조차도 잡을 수 없을 정도다. 자기 전용으로 개조한 바이크(도난품)를 몰고, 나날을 목적 없이 폭주 행위에 낭비하고 있다. 학교에서의 성적은 중상위권으로, 의외로 머리가 좋다. 세부적인 개조나 튜닝은 할 수 있는 것 같지만, 모터에 대해서는 밝지 않다. 폭주족 팀의 리더격으로, 동료나 '하시리야(走り屋)' 사이에서의 인망도 두텁다. 원작에서는 직업훈련학교의 보건부(保健婦)와 관계를 가진 듯하며, 임신시켜도 별로 개의치 않거나, 흥분제와 같은 약물을 일상적으로 섭취하고 있는 묘사도 있지만, 극장판에서는 생략되었다.
케이를 구한 일로 반정부 게릴라와 얽히게 된다. 데쓰오와는 어릴 때부터 소꿉친구이자 비호하는 입장의 친구로서 지내고 있었다. 능력에 각성하여, 약물에 빠진 테츠오가 리더가 된 폭주족 팀 '크라운'과의 항쟁에서 테츠오를 몰아 넣고 총구를 들이대지만 방아쇠를 당기지는 못했으나, 눈 앞에서 야마가타가 살해당하자, 이것을 계기로 데쓰오를 향한 복수를 다짐한다. 극장판에서는 데쓰오와 함께 아키라의 힘에 말려든다. 원작에서는 게릴라의 일원으로서 게이나 지요코와 행동을 같이 했지만, 각성한 아키라의 힘에 삼켜져, 이야기 중반에는 무대에서 일단 자취를 감춘다. 후에 지구의 존재도 뒤흔드는 아키라와 데쓰오의 힘의 발동하던 도중에 제3차 세계 대전을 포함한 일련의 사건의 진상을 알게 된다. 이름의 유래는 《철인 28호》의 주인공 가네다 쇼타로.
사건의 종료 후에는 게이, 지요코, 가이 등과 함께 '대동경제국'을 아키라, 데쓰오에게서 계승한다.
클리닝점을 경영하는 양친과 장애를 가진 남동생이 있었지만, 아버지는 남동생의 간병 피로로 쓰러져 알코올 의존증에 걸리고, 어머니는 집을 나갔다. 아버지에게 부양 책임이 없으므로, 양호 시설 입소했다. 그 후는 기숙제 중학교에 입학하지만, 다음 해에 비행에 빠지고, 더구나 경찰사태까지 일으켜 퇴학. 직업훈련학교에 편입해서 바이크 팀을 결성한다.
2003년 9월 5일생.
시마 테츠오(島鉄雄)
가네다의 소꿉 친구. 가네다 팀과 폭주 도중 타카시와 충돌사고를 일으킨 것을 계기로 초능력에 각성했다. 능력의 폭발적인 성장으로 아키라에 대적하는 힘을 손에 넣어 세계를 농락한다. 이름의 유래는 《철인 28호》의 등장인물로 쇼타로의 친구인 시키시마 데쓰오.
2004년 7월 29일생.
야마가타(山形)
가네다 팀의 특공대장 같은 존재. 팀에서 2번째로 키가 크다.
2003년 11월 9일생.
카이(甲斐)
키가 작고, 러프한 복장의 가네다 일행과는 달리, 유일하게 자켓에 타이와 같은 전통적인 모습을 좋아하여, 팀 내에서는 착실한 편이다.
2004년 1월 8일생.
조커(ジョーカー)
폭주족 팀 〈크라운〉의 리더로, 가네다 일행의 대항세력.
카오리(カオリ)
원작에서는 난민이자, 데쓰오의 놀이 상대로서 연행되어 데쓰오의 시녀가 된다. (애니판에서는 후에 테츠오를 돕다 폭주한 테츠오의 거대화된 장기에 압사한다.)
류(竜)
케이가 속한 반정부 게릴라 그룹의 리더. 본명은 류사쿠(竜作). 가네다를 그룹에 들인 것도(굳이 말하자면 케이의 우유부단함 덕분이기도 하지만) 류다.
케이(ケイ)
반정부 게릴라의 소녀. 오빠의 선배인 류와는 같이 호흡을 맞춘 콤비.
2002년 3월 8일생.
치요코(チヨコ・본명 불명・원작만)
반정부 게릴라의 무기조달・연락원으로, 거한의 여성. 케이를 친 딸처럼 소중히 생각한다.
대령(大佐) (본명은 시키시마 대령)
아미의 실질적인 최고지휘관으로, 동결된 아키라의 최고 관리자이기도 했다. 성(姓)은 시키시마(敷島).
1977년 11월 15일생.
닥터(ドクター)(본명은 오니시 박사. 닥터는 별칭)
대령 밑에서 아키라를 시작으로 하는 넘버즈의 연구 관리를 담당하는 인물이지만, 현상의 관측에 열중한 나머지, 주위를 살피지 못하고 데쓰오의 폭주를 허용하고 만다. 작품에서 최연장자. 원작에서는 아키라 각성 시의 냉각액 누수로 동사(凍死). 극장판에서는 데쓰오의 능력 데이터 수집에 혈안이 되었는데, 결과적으로 아키라의 힘의 개방에 말려들어 관측 트레일러 채로 압사(圧死)한다.
네즈(根津)
정부 야당에 소속하는 정치가. 표면적으로는 미야코 교단의 힘을 배경으로 정계 공작을 행하고(원작) 뒤로는 게이의 반정부 게릴라에게 자금을 지원하며 지도하고 있다(원작・극장판 공통). 원작에서는 다카시를 사살하고, 이것이 2번째로 아키라가 폭주하게 된 계기가 되어, 그로 인해 깨진 자갈과 함께 소멸한다. 극장판에서는 아미가 숨긴 아키라의 정체를 거머쥠으로서 정치적 우위에 서는 것을 획책하고, 그 결과 대령이 일으킨 쿠데타에 의해 실각하여, 혼란한 상태에서 심장 발작을 일으켜 사망한다.
지바현의 농가에서 태어났으며, 학업은 우수. 모 대학의 법학부에 진학했지만, 아키라에 의한 동경 붕괴를 만난다. 그로부터 3년간은 암거래상으로 활동했으며, 뒷세계 사람들에게 이름이 퍼지게 된다. 대학이 사업을 재개한 즈음에 복학하고, 졸업 후는 변호사가 된다. 30세를 전후하여 정계에 진출한다.
1964년 12월 11일생.
타카시(タカシ)
26호라고도 불린다. 초능력 각성 전에는 평범한 남자아이였다. 하지만 3인의 점술사 넘버즈 중에서는 가장 성격적으로 어리고, 밖으로 나가 보고 싶다는 단순한 이유로 이야기 초반에 게릴라의 안내에 따라 시설에서 탈주했으며, 데쓰오가 초능력을 각성하는 방아쇠가 된다. 원작에서는 네즈의 오발로 사망하지만, 그 충격로 아키라가 폭주. 이번엔 네오동경 붕괴의 방아쇠가 된다.
1980년생.
일정 이상의 힘을 가진 실험체에게는 번호가 붙여지는데, 손바닥에도 이 번호가 새겨 있기에 '넘버즈'라고도 불린다.
키요코(キヨコ)
25호라고도 불린다. 초능력을 각성하기 전까진 다른 넘버즈와 같이 평범한 여자아이였다. 그녀의 미래 예지는 93 ~ 95%의 확률이며, 네오동경 붕괴도 예지했다. 신체적으로는 매우 약해서누운 채로 스스로 움직이기는 거의 불가능하지만, 초능력으로 자신의 침대나 자기 자신을 뜨게 하는 것은 가능하다. 최초로 테이를 정신력으로 조종하여 테츠오에 대항하지만 실패했으며, 다음 번에는 그 도주를 도와주거나 했다.
1979년생.
마사루(マサル)
27호라고 불린다. 초능력을 각성하기 전 평범한 어린이었을때의 모습을 보면 가장 어른스럽다. 소아마비를 앓고 있으며, 그로 인해 부유하는 의자에 앉아 이동한다(하지만 앉지 않은 장면도 존재함). 3인의 넘버즈 중에서는 어른에 대한 동경도 강하여, 수트에 넥타이 모습에서 매번 등장했다. 성격적으로도 안정적이다.
1980년생.
미야코(ミヤコ)
아키라를 받드는 종교를 지도하는 노파. 일찍이 아키라의 힘을 눈앞에서 보고 실명하였지만, 강한 감응력으로 타인의 시각을 공유하는 것이 가능하다. 원작에서는 가사 상태인 채 파기된 전 넘버즈(19호)로, 네오동경 붕괴 후에는 메인 캐릭터들에게 많은 조언을 주고, 데쓰오와도 직접 대결한다. 하지만 극장판에서는 완전히 엑스트라 취급으로, 모브 신에 몇 번 등장하는 정도다.
아키라(アキラ)
이 작품의 핵심에 위치하는 소년. 28호라고도 불린다. 1982년(극장판에서는 1988년)에 각성하고 동경 붕괴를 일으켰기 때문에 지하에서 냉동되어 아미의 감시하에 있었다. 원작에서는 지하에서 끌려나와 각성한 후, 다카시의 죽음을 계기로 폭주하고, 네오동경 붕괴를 초래했다. 극장판에서도 각성해 네오동경 붕괴를 일으켰다. 극장판에서는 조사를 위해 몸을 토막 내 냉동되어, 종반에 부활한다. 원작에서는 통상의 냉동 수면으로, 비교적 빠른 단계에 부활하지만, 몽유병처럼 반자각 상태인 채로 언제 폭주할지도 모르는 상태에서 주위의 인간에게 놀림 당한다.

## 만화
영 매거진에서 1982년 12월 20일호부터 1990년 6월 25일호에 걸쳐 연재되던 도중 애니메이션 제작으로 인해 일시 중단됐다. 전 120화.
1984년, 제8회 고단샤 만화상 일반 부문 수상.
2002년, 아이즈너 상 최우수 국제 아가이브 프로젝트 부문 및 최우수 국제 작품 부문을 수상. 또, 그 이전의 1992년에 올 컬러 국제판 AKIRA가 최우수 채색 부문을 수상했다.

### 단행본
- AKIRA 제1권 1984년 9월 21일 발행 ISBN 4061037110
- AKIRA 제2권 1985년 9월 4일 발행 ISBN 4061037129
- AKIRA 제3권 1986년 9월 1일 발행 ISBN 4061037137
- AKIRA 제4권 1987년 7월 10일 발행 ISBN 4061037145
- AKIRA 제5권 1990년 12월 11일 발행 ISBN 4063131661
- AKIRA 제6권 1993년 3월 23일 발행 ISBN 406319339X

- 올 컬러 국제판 AKIRA 제1집 1988년 10월 7일 발행 ISBN 4063050114
- 올 컬러 국제판 AKIRA 제2집 1989년 3월 17일 발행 ISBN 4063050122
- 올 컬러 국제판 AKIRA 제3집 1989년 6월 23일 발행 ISBN 4063050130
- 올 컬러 국제판 AKIRA 제4집 1989년 10월 20일 발행 ISBN 4063050149
- 올 컬러 국제판 AKIRA 제5집 1990년 2월 20일 발행 ISBN 4063050157
- 올 컬러 국제판 AKIRA 제6집 1990년 5월 31일 발행 ISBN 4063050165
- 올 컬러 국제판 AKIRA 제7집 1990년 8월 31일 발행 ISBN 4063050173
- 올 컬러 국제판 AKIRA 제8집 1990년 12월 10일 발행 ISBN 4063050181
- 올 컬러 국제판 AKIRA 제9집 1991년 4월 20일 발행 ISBN 406305019X
- 올 컬러 국제판 AKIRA 제10집 1991년 9월 20일 발행 ISBN 4063050203
- 올 컬러 국제판 AKIRA 제11집 1992년 6월 20일 발행 ISBN 4063050211
- 올 컬러 국제판 AKIRA 제12집 1996년 9월 20일 발행 ISBN 406305022X

- 총천연색 AKIRA 제1권 2003년 12월 6일 발행 ISBN 4063645002
- 총천연색 AKIRA 제2권 2003년 12월 6일 발행 ISBN 4063645010
- 총천연색 AKIRA 제3권 2004년 1월 16일 발행 ISBN 4063645029
- 총천연색 AKIRA 제4권 2004년 2월 16일 발행 ISBN 4063645037
- 총천연색 AKIRA 제5권 2004년 3월 16일 발행 ISBN 4063645045
- 총천연색 AKIRA 제6권 2004년 4월 16일 발행 ISBN 4063645053

### 자료집
- AKIRA CLUB 1995년 6월 9일 발행 ISBN 406330003X
- 아키라・아가이브 2002년 10월 발행 ISBN 4063301958

## 극장 애니메이션
1988년 제작. 상영 시간 124분. 70mm프린트.
제작비 약 10억 엔. 총 셀화 매수 약 15만 장.

### 상영력(上映歴)
- 1988년 7월 16일: 도호계에서 공개
- 1990년 12월 25일: 전미 공개
- 2001년 3월 20일: 디지털 수정판이 뉴욕에서 공개
- 2001년 10월 31일: DVD판이 국제 판타스틱 영화제 2001에서 공개

### 스태프
- 프로듀서: 스즈키 료헤이, 가토 슌조
- 감독: 오토모 가쓰히로
- 조감독: 다케우치 요시오, 사토 히로아키
- 각본: 오토모 가쓰히로, 하시모토 이조
- 작화감독: 나카무라 다카시
- 작화감독보: 모리모토 코지
- 미술감독: 미즈타니 도시하루
- 미술: 에비사와 가즈오, 이케하타 유지, 오노 히로시
- 설정・레이아웃: 와타베 다카시, 다나카 기요미
- 색지정: 야마나 킨에다, 이케우치 미치코, 다나카 세쓰코
- 하모니: 다카야 노리코
- 촬영감독: 미사와 가쓰지
- 작곡・지휘・음악감독: 야마시로 쇼지
- 음향감독: 아케타가와 스스무
- 녹음: 세가와 데쓰오
- 효과: 구라하시 시즈오
- 편집: 세야마 다케시
- 원화: 후쿠시마 아쓰코, 이노우에 도시유키, 우루시하라 사토시
- 애니메이션 제작: 도쿄 무비 신사
- 제작: 아키라 제작위원회

### 목소리 출연
| 캐릭터     | 목소리 출연 일본어판 | 목소리 출연 영어판 | 목소리 출연 영어판(DVD판) |
| 가네다     | 이와타 미츠오        | 캠 클라크          | 조니 용 보시              |
| 대령(大佐) | 이시다 다로          | 토니 보브          | 제이미슨 K 프라이스       |
| 류(竜)     | 겐다 뎃쇼            | 스티브 클레이머    | 로버트 버프홀츠           |
| 게이       | 고야마 마미          | 라라 코디          | 웬디 리                   |
| 데쓰오     | 사사키 노조무        | 장 라바슨          | 조슈아 세스               |
| 닥터       | 스즈키 미즈호        | 워트니 헬드        | 마시 마사                 |
| 가이       | 쿠사오 타케시        | 밥 버건            | 맷 K 밀러                 |
| 야마가타   | 오쿠라 마사아키      | 토니 보브          | 마이클 린지호그           |
| 가오리     | 후치자키 유리코      | 바버라 굿슨        | 미셸 러프                 |
| 기요코     | 이토 후쿠에          | 멜로라 하트        | 샌디 폭스                 |
| 마사루     | 신토 가즈히로        | 밥 버건            | 코디 매켄지               |
| 다카시     | 나카무라 다쓰히코    | 바버라 굿슨        | 모나 마셜                 |
| 미야코     | 기타무라 고이치      | 스티브 클레이머    | -                         |
| 네즈       | 오타케 히로시        | 토니 보브          | 마이크 레이놀즈           |
| ---------- | -------------------- | ------------------ | ------------------------- |

## 신 애니메이션
Anime expo 2019에서 오토모 가츠히로의 신 프로젝트 발표회 스테이지에 게스트로 아사누마 마코토 선라이즈 CEO가 등단하여 프로젝트 중 하나로 AKIRA의 신 애니메이션 기획이 언급되었다. 아사누마는 예전부터 1988년의 AKIRA가 만화의 스토리를 제대로 담지 못해 작화는 좋아도 스토리는 이상한 애니로 여겨지는 것에 불만이 있었고 자신이 성공하면 원작 스토리 기준으로 장편 애니화 하겠다고 라이프워크 계획을 세우고 있었다. 이번에 드디어 실현되는 것이고 스토리도 만화판을 그대로 재현할 것이라고 한다.

## 실사영화화
2002년에 워너브라더스에 영화화 판권이 팔렸는데 많은 우려를 얻는 실정이다. 2011년 10월 미국 버라이어티지에서는 워너가 오토모 카츠히로의 아키라 실사판 제작을 드디어 허가했다고 보도했다. 촬영은 내년 3월 시작 예정으로 카탈루냐 출신의 자우메 코예트세라가 감독을 맡았다고 한다. 예산은 9천만 달러로 책정되었으나 확실치는 않다. 무엇보다 현재 CG 수준으론 충분히 원작 묘미를 살릴 수 있으나 그러자면 제작비가 2억 달러 이상 필요할 예정이라 과연 이게 제대로 만들어질지 의문이다. 결국... 제작이 중단되었다고 한다.
세일러문이나 무수한 일본 애니 영화화 판권을 헐리웃 업체들이 사가선 끝내 제작이 불발된 경우처럼 될 가능성도 커 보인다. 결국 제작비 부족으로 제작이 무기한 중단되었다. 이 기사에 의하면 6천만 달러 제작비가 들어갈 예정이라서 제작진들이 도저히 이 돈으로 만들기 무리라고 반발이 심한 끝에 이리 되었다고. 그러던 중 2015년 9월 15일 크리스토퍼 놀란 감독이 AKIRA 영화 감독을 맡는다는 루머가 나왔다.
2015년 9월 9일 뉴스에서 "워너브라더스가 크리스토퍼 놀란 감독의 새 영화를 2017년 7월 21일 개봉하기로 했다"고 보도했다. 9월 15일 나온 내용에 따르면 워너에서 2017년에 AKIRA 영화를 만들 예정인데, 위의 내용과 연결하여 AKIRA의 감독이 크리스토퍼 놀란이라는 것이다.
기사들의 이야기를 종합하면 현재 크리스토퍼 놀란은 워너브라더스의 관계자와 3개월째 이 프로젝트에 대해 상의하고 있는데, 이와 관련하여 '2017년에 개봉하는 영화는 3부작 중 1편이다' '크리스토퍼 놀란은 컴퓨터 그래픽을 최대한 사용하지 않고 모든 장면을 촬영하길 원한다' 등의 루머가 돌고 있다. 그러나 크리스토퍼 놀란의 신작이 덩케르크 로 확정되면서 루머는 사실이 아닌 것으로 확인되었다.
2016년 7월 1일에는 아키라 실사판 컨셉아트 가 나온 것을 보면 제작을 어느 정도 염두에 두는 것으로 보인다. 또, 저스틴 린 감독이 연출한다는 루머가 돌고 있다.
실사 영화가 나오기 전에 레디 플레이어 원에서 먼저 등장하게 되었다. 정확히는 AKIRA 애니메이션의 상징적인, 카네다가 모는 바이크가 등장하는 것이다.
2017년 3월에는 다니엘 에스피노사(차일드 44, 라이프)와 데이비드 샌드버드(라이트 아웃) 감독이 제작이 참여할 예정이라는 기사가 뜨기도 했다.
2017년 9월, 실사 영화판 감독으로 토르: 라그나로크의 타이카 와이티티가 논의 중이라는 기사가 나왔다. 그리고 감독으로 발탁했지만, 차기작 조조 래빗 개봉 이후 들어갈 것으로 보인다. 지금도 초기 개발 단계이며, 애니판이 아닌 책을 기반으로 제작될 예정이다.
2019년 4월, 마침내 수 년간의 루머들 끝에 촬영 도입이 발표되었고 시놉시스도 공개되었다. 동년 5월에는 2021년 5월 21일로 개봉일이 확정되었다. 그러나 타이카 와이티티가 토르: 러브 앤 썬더의 감독을 맡게 됨에 따라 7월에 다시 중단되었다.

## 게임
- AKIRA(1988년 12월 24일, 패밀리 컴퓨터, 타이토)
- AKIRA PSYCHO BALL(아키라 사이코 볼)(2002년 2월 21일, 플레이스테이션2, 반다이)

## 참고
본작에서 AKIRA(28호)가 철인 28호의 오마주인 것은 분명하다. 또, 이것은 주인공인 가네다(쇼타콘의 어원인 가네다 쇼타로)나 데쓰오(철인을 비꼬고 있음)에게도 나타나고 있다.

### 마약 문화와의 관련성
본 작품은 일본에서도 1960 ~ 70년대에 유행한 서브컬처인 사이키델릭 문화(마약 문화・히피 문화와도 관계 있음)의 영향이 작중에 있다고 보인다. 이것은 주인공이나 크라운 등이 일상적으로 사용하고 있는 흥분제(이것은 가네다의 자켓의 등에 그려진 캡슐에도 관계 있음), 더욱이 초능력자가 복용하는 치사량에 달하는 위험한 약물 등의 관련성을 밝혀내는 서브컬처 연구자도 적지 않다.

### 네오동경의 바이크
작중에서 주인공인 가네다가 다루는 '가네다의 바이크'를 시작으로, 다른 모든 개성적인 바이크는 카울부터 프레임 레이아웃에 이르기까지 세미 이지 오더 시스템(semi-easy order system)이 주류를 이루고 있었으며 같은 것은 하나도 없다.
차륜 안에 설치된 상온 초전도 모터를 통해 양륜구동을 실현하고, 전력은 가솔린 엔진에 의한 발전(영화 앞부분에서 데쓰오가 제멋대로 찾아왔고, 원작에서는 가네다가 약을 연료 탱크에 숨기고 있음). 또, 보디의 이곳저곳에 붙여진 스티커는, 1980년대 회고 붐에 의한 유행인 것 같다.
하지만 조커가 타는 대형 아메리칸은 현재와 같은 가솔린 엔진의 후륜구동차라는 설정이며(그의 취미), 큰 머플러가 몇 개씩이나 나와 있다.

### 가네다의 바이크
제원
- 전장 - 2947mm
- 전고 - 1171mm(실드 포함)
- 전폭 - 831mm
- 시트고 - 340mm
- 최저지상고 - 76mm
- 휠베이스 - 2194mm
- 타이어 사이즈　전18인치　후19인치
- 최고속도　243 km/h
- 건조중량 - 154 kg
- 발전형식 - 상온초전도발전기
- 최고발전량 - 83.0 kW
- 엔진 회전수 - 12500rpm
- 최대전압 - 12000V
- ABS
- 대장애물용 레이다
- 오토나비 시스템

### 원작 단행본
단행본 4권이 간행된 후에 영화판의 제작이 개시됐으며, 원작 만화의 연재는 장기간 휴재되었다. 5권의 간행까지 실로 3년간을 필요로 했지만, 영화의 세계적인 히트로 발매된 "국제판 AKIRA"(해외에서 발매된 원작 영어판의 역수입)에는 당시 일본에서는 미발매된 5권의 전반에 상당하는 이야기가 게재되어 있었다. 국제판은 1권당 수록화가 일본의 것보다 적었는데, 일본에서 5권으로 발매되기에는 부족한 화수라도 간행이 가능했기 때문이다. 또, 4권의 권말에는 5권의 광고가 게재되어 있는데, 거기에는 5권이 최종권이라고 기재되어 있었다. 연재 재개 후에는 장기에 걸쳐 정력적으로 연재가 계속되었으며, 5권은 사전 정도의 두께가 되는 게 아닐까 예상되었지만, 결국 5권과 6권으로 나뉘면서, 6권이 최종권이 되었다.